# Xanthothrix ranunculi
Xanthothrix ranunculi är en fjärilsart som beskrevs av H. Edwards 1878. Xanthothrix ranunculi ingår i släktet Xanthothrix och familjen nattflyn. Inga underarter finns listade i Catalogue of Life.